# Freiwilliges Jahr in der Denkmalpflege
Das Freiwillige Jahr in der Denkmalpflege (FSJ Denkmalpflege) ist ein Bildungs- und Orientierungsjahr für Jugendliche und junge Erwachsene im Alter von 16 bis 26 Jahren. Das FSJ Denkmalpflege entstand im Jahr 2000 und ist eine Form des Freiwilligen Sozialen Jahres. Es basiert auf dem 2011 von der Bundesregierung eingeführten Gesetz über den Bundesfreiwilligendienst (BFD). Verwaltungsträger des Freiwilligen Jahres in der Denkmalpflege ist die Deutsche Stiftung Denkmalschutz (DSD).

## Kerngedanke, Struktur und Ablauf

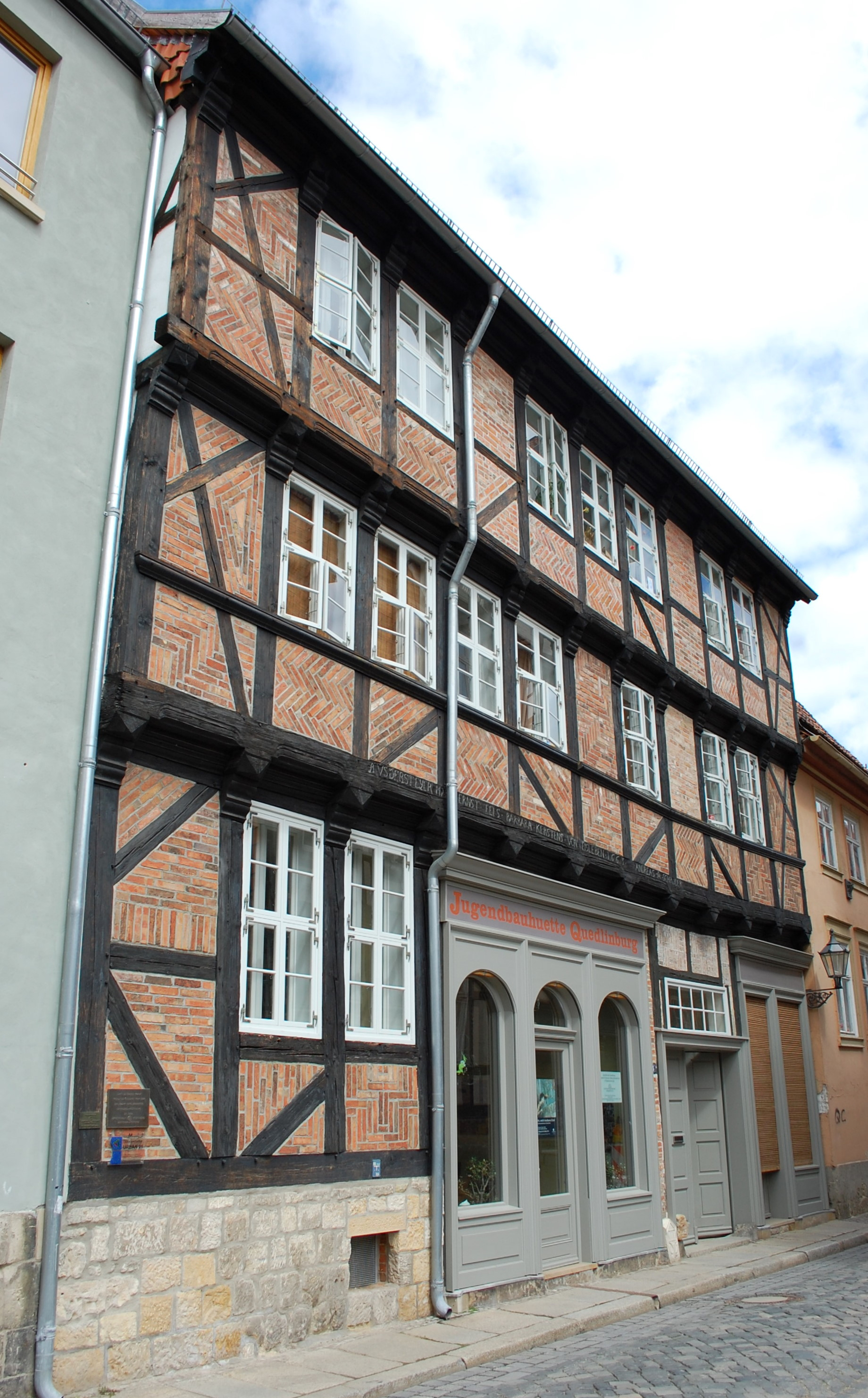
Sitz der Jugendbauhütte Quedlinburg, Pölle 5

Der Kerngedanke des FSJ Denkmalpflege, so Amelie Seck von der DSD, ist „jungen Erwachsenen durch praktisches Arbeiten am Original das kulturelle Erbe nahezubringen und sie nachhaltig für die Denkmalpflege zu begeistern“.
Das Freiwillige Jahr in der Denkmalpflege dauert in der Regel zwölf Monate. Es beginnt am 1. September und endet am 31. August des Folgejahres. Die Bewerbung ist online möglich. Das FSJ Denkmalpflege findet an einer der Jugendbauhütten (JBH) statt. Die erste Jugendbauhütte wurde 1999 in Quedlinburg (Sachsen-Anhalt) gegründet. Weitere Standorte sind Baden-Württemberg, Brandenburg, Berlin, Sachsen-Görlitz, NRW-Westfalen, NRW-Rheinland, Lübeck, Hamburg, Mühlhausen (Thüringen), Hessen-Marburg, Regensburg, Landkreis Stade, sowie Mecklenburg-Vorpommern/Stralsund (mit der mobilen Jugendbauhütte Wismar). Zudem gibt es die Internationale Jugendbauhütte Gartendenkmalpflege mit Schwerpunkt auf dem Park von Schloss Altdöbern.
Die Jugendbauhütten haben unterschiedliche Schwerpunkte. Den Standorten sind Einsatzstellen zugeordnet, in denen die jungen Menschen traditionelle Handwerkstechniken erlernen und diese an einem Original anwenden. Als Einsatzstellen kommen gemeinwohlorientierte Einrichtungen in Frage, die in ihrer Arbeit denkmalpflegerische Aspekte beachten (Denkmalbehörden, Museen, Vereine) sowie Handwerks- und Baubetriebe, Restaurierungswerkstätten sowie Architektur- und Planungsbüros oder ähnliches. Die praktische Arbeit vor Ort wird durch Seminare ergänzt, die von den JBH organisiert werden. In den Seminarwochen werden Themen wie Geschichte und Aufgaben des Denkmalschutzes, Arbeitsmethoden, Stil- und Materialkunde sowie rechtliche Grundlagen der Denkmalpflege theoretisch und praktisch behandelt. Die Ausgestaltung der Seminare erfolgt durch fachkundige Referenten und durch Selbstorganisation.
Pro Jahr werden rund 350 Plätze angeboten. Seit dem Beginn im Jahr 2000 haben in den letzten 20 Jahren rund 4700 Jugendliche, darunter auch Teilnehmer aus dem Ausland, ein FSJ Denkmalpflege absolviert. Das Projekt erhielt den Europa-Nostra-Preis sowie den Brandenburgischen Denkmalpreis.citation needed

## Rechtsgrundlage und Anrechnungsmöglichkeiten auf Ausbildung und Studium
Die DSD ist Verwaltungsträger. Die Zusammenarbeit mit den Internationalen Jugendgemeinschaftsdiensten (ijgd) ist im Sinne der Subsidiarität durch einen Kooperationsvertrag zur Betreuung der Jugendbauhütten geregelt. Die sozialrechtlichen Grundlagen für das Freiwillige Jahr in der Denkmalpflege sind seit dem 1. Juni 2008 im „Gesetz zur Förderung von Jugendfreiwilligendiensten“ geregelt. Bis dahin galt das Gesetz zur Förderung des Freiwilligen Sozialen Jahres. Für zu diesem Zeitpunkt bestehende Dienstverhältnisse kann vereinbart werden, dass das neue Recht angewendet wird, ansonsten ist für sie das bis zum 1. Juni 2008 geltende Recht maßgebend.
Laut DSD entschließen sich rund 70 Prozent der Teilnehmer im Anschluss an eine Ausbildung oder ein Studium in einem denkmalpflegerisch relevanten Bereich. Der Deutsche Handwerkskammertag hat entschieden, dass bei Vorliegen der ausbildungsberechtigenden Voraussetzungen in der Einsatzstelle das FSJ Denkmalpflege auf die Dauer einer folgenden Berufsausbildung angerechnet werden kann. Das FSJ Denkmalpflege kann bei der Stiftung für Hochschulzulassung, ehemals ZVS als Wartesemester angerechnet werden. Ferner kann das Freiwillige Jahr in der Gartendenkmalpflege etwa im Bachelor-Studiengang der Landschaftsarchitektur an der TU Dresden als Berufspraktikum im Modul ‚Berufspraxis Pflanzen und Bauen‘ angerechnet werden. Es wird von den Ländern und einzelnen Trägern finanziell unterstützt und durchgeführt. Von 2002 bis zur Aussetzung der Wehrpflicht im Jahr 2011 war es auch für anerkannte Kriegsdienstverweigerer (KDV) möglich, das Freiwillige Jahr als Ersatz zum Zivildienst in der Denkmalpflege zu leisten.